# Subject (filosofie)
Subject (Latijns 'subicere, subiectum', als leenvertaling van het Griekse 'hupokeimenon') betekent letterlijk 'het ondergeworpene', 'het onderliggende'. Door Aristoteles kwam het begrip in gebruik in de zin van substantie of  wezenskern van het ding: datgene wat blijft bestaan onder wisselende omstandigheden.

## Huidige betekenis
Na de 17e eeuw ging het begrip 'subject' verwijzen naar het psychologische of epistemologische ik: een entiteit die behept is met een bewustzijn. Het denkende ik, het waarnemende subject, staat tegenover het waargenomen niet-ik ofwel het object. Dit object kan een voorwerp, zaak, of wezen betreffen: een entiteit die zowel van materiële als onstoffelijke aard kan zijn. 
Een subject is dus een zijnde, dat subjectieve ervaringen of relaties met een andere entiteit kan hebben: het subject is de waarnemer, het object de waargenomene.